# Second Division 1911-1912
La stagione 1911-1912 è stata la ventesima edizione della Second Division, secondo livello del campionato di calcio inglese. Il capocannoniere del torneo fu Bert Freeman del Burnley con 32 reti.

## Classifica finale
|  | Pos. | Squadra              | Pt | G  | V  | N  | P  | GF | GS | GF GS |
|  | ---- | -------------------- | -- | -- | -- | -- | -- | -- | -- | ----- |
|  | 1    | Derby County         | 54 | 38 | 23 | 8  | 7  | 74 | 28 | 2.64  |
|  | 2    | Chelsea              | 54 | 38 | 24 | 6  | 8  | 64 | 34 | 1.88  |
|  | 3    | Burnley              | 52 | 38 | 22 | 8  | 8  | 77 | 41 | 1.88  |
|  | 4    | Clapton Orient       | 45 | 38 | 21 | 3  | 14 | 61 | 44 | 1.39  |
|  | 5    | Wolverhampton        | 42 | 38 | 16 | 10 | 12 | 57 | 33 | 1.73  |
|  | 6    | Barnsley             | 42 | 38 | 15 | 12 | 11 | 45 | 42 | 1.07  |
|  | 7    | Hull City            | 42 | 38 | 17 | 8  | 13 | 54 | 51 | 1.06  |
|  | 8    | Fulham               | 39 | 38 | 16 | 7  | 15 | 66 | 58 | 1.14  |
|  | 9    | Grimsby Town         | 39 | 38 | 15 | 9  | 14 | 48 | 55 | 0.87  |
|  | 10   | Leicester Fosse      | 37 | 38 | 15 | 7  | 16 | 49 | 66 | 0.74  |
|  | 11   | Bradford PA          | 35 | 38 | 13 | 9  | 16 | 44 | 45 | 0.98  |
|  | 12   | Birmingham City      | 34 | 38 | 14 | 6  | 18 | 55 | 59 | 0.93  |
|  | 13   | Bristol City         | 34 | 38 | 14 | 6  | 18 | 41 | 60 | 0.68  |
|  | 14   | Blackpool            | 34 | 38 | 13 | 8  | 17 | 32 | 52 | 0.61  |
|  | 15   | Nottingham Forest    | 33 | 38 | 13 | 7  | 18 | 46 | 48 | 0.96  |
|  | 16   | Stockport County     | 33 | 38 | 11 | 11 | 16 | 47 | 54 | 0.87  |
|  | 17   | Huddersfield Town    | 32 | 38 | 13 | 6  | 19 | 50 | 64 | 0.78  |
|  | 18   | Glossop              | 28 | 38 | 8  | 12 | 18 | 42 | 56 | 0.75  |
|  | 19   | Leeds City           | 28 | 38 | 10 | 8  | 20 | 50 | 78 | 0.64  |
|  | 20   | Gainsborough Trinity | 23 | 38 | 5  | 13 | 20 | 30 | 64 | 0.47  |

### Verdetti
- Derby County e Chelsea promosse in First Division 1912-1913.